# Médaille d'honneur de la Police républicaine (Bénin)
La médaille d'honneur de la Police républicaine est une distinction de la Police républicaine béninoise qui relève de la compétence du ministère de l'Intérieur et de la Sécurité publique.

## Attribution
Cette médaille est décernée par le ministre de l'Intérieur et de la Sécurité publique sur proposition du directeur général de la Police républicaine. L'attribution est notifiée par arrêté publié au Journal officiel.
La décoration est remise :
- à titre normal, aux fonctionnaires de police ayant accompli vingt années de service sans avoir fait l'objet d'une sanction disciplinaire ;
- à titre exceptionnel, aux fonctionnaires de police ayant accompli en service un acte de bravoure au péril de leur vie ;
- à titre posthume, aux fonctionnaires de police morts en service.

## Description

### Insigne
L'insigne en argent est rond d'un diamètre de 30 mm. À l'avers, un motif, entouré de palmes, représente une pirogue voguant sur les flots. Dans le creux de la pirogue est portée l'inscription « Police républicaine » ; celle-ci est surmontée de deux récades entrecroisées et d'un arc bandé avec une flèche visant les cieux. 
Au revers, les inscriptions « République du Bénin » et « Police
républicaine » sont apposées en couronne. À l'intérieur de la couronne se loge la devise « Patrie - Honneur - Loyauté ».

### Ruban
Le ruban, large de 36 mm, est formé de six bandes en diagonale de 6 mm de largeur chacune, de couleurs rouge, jaune et vert.
Lorsqu'une médaille d'honneur de la Police républicaine est décernée à titre exceptionnel, une étoile en argent est placée sur le ruban.

### Barrette
La barrette comporte les mêmes bandes que celles du ruban. 